# Apamea maerens
Apamea maerens là một loài bướm đêm trong họ Noctuidae.